# Timo Niemi
Timo Tapani Niemi (ur. 16 marca 1966 w Kajaani) – fiński zapaśnik walczący w stylu klasycznym. Dwukrotny olimpijczyk. Piąty w Barcelonie 1992; a odpadł w eliminacjach w Seulu 1988. Walczył w kategorii 82 kg.
Czwarty na mistrzostwach świata w 1989. Brązowy medalista mistrzostw Europy w 1988. Trzeci w Pucharze Świata w 1993. Zdobył cztery medale na mistrzostwach nordyckich w latach 1987 – 1993.